# 크리스 샹그리디
크리스 샹그리디(Chris Tsangarides, 1956년 8월 17일 ~ 2018년 1월 6일)는 영국의 그래미 어워드 후보에 오른 음악 프로듀서, 오디오 엔지니어, 그리고 그리스 키프로스 출신 믹서였다. 그는 게리 무어, 신 리지, 주다스 프리스트, 헬로윈, 안빌, 앙그라, 앤썹, 잉베이 말름스틴, 타이거즈 오브 판탕을 포함한 많은 헤비 메탈 밴드와 함께 한 작품으로 가장 잘 알려져 있다. 샹그리디는 디페쉬 모드, 톰 존스, 콘크리트 블론드, 트래지커리 힙을 포함한 많은 팝 가수들과도 함께 일했고, 1999년에는 대한민국의 싱어송라이터 신해철과 모노크롬(Monocrom)을 결성하여 음악 작업도 했다.

## 사망
그는 61세의 나이에 2018년 1월 7일 폐렴과 심부전으로 사망했다.